# ペンシルベニア (戦列艦)
ペンシルベニア (USS Pennsylvania) はアメリカ海軍の3層甲板120門戦列艦。アメリカ海軍向けとしては史上最大の帆船であり、イギリス海軍の1等艦に相当する。実際に航行したのはデラウェア湾からチェサピーク湾を経て現在のノーフォーク海軍基地へ移動した際の一度だけだった。

## 概要

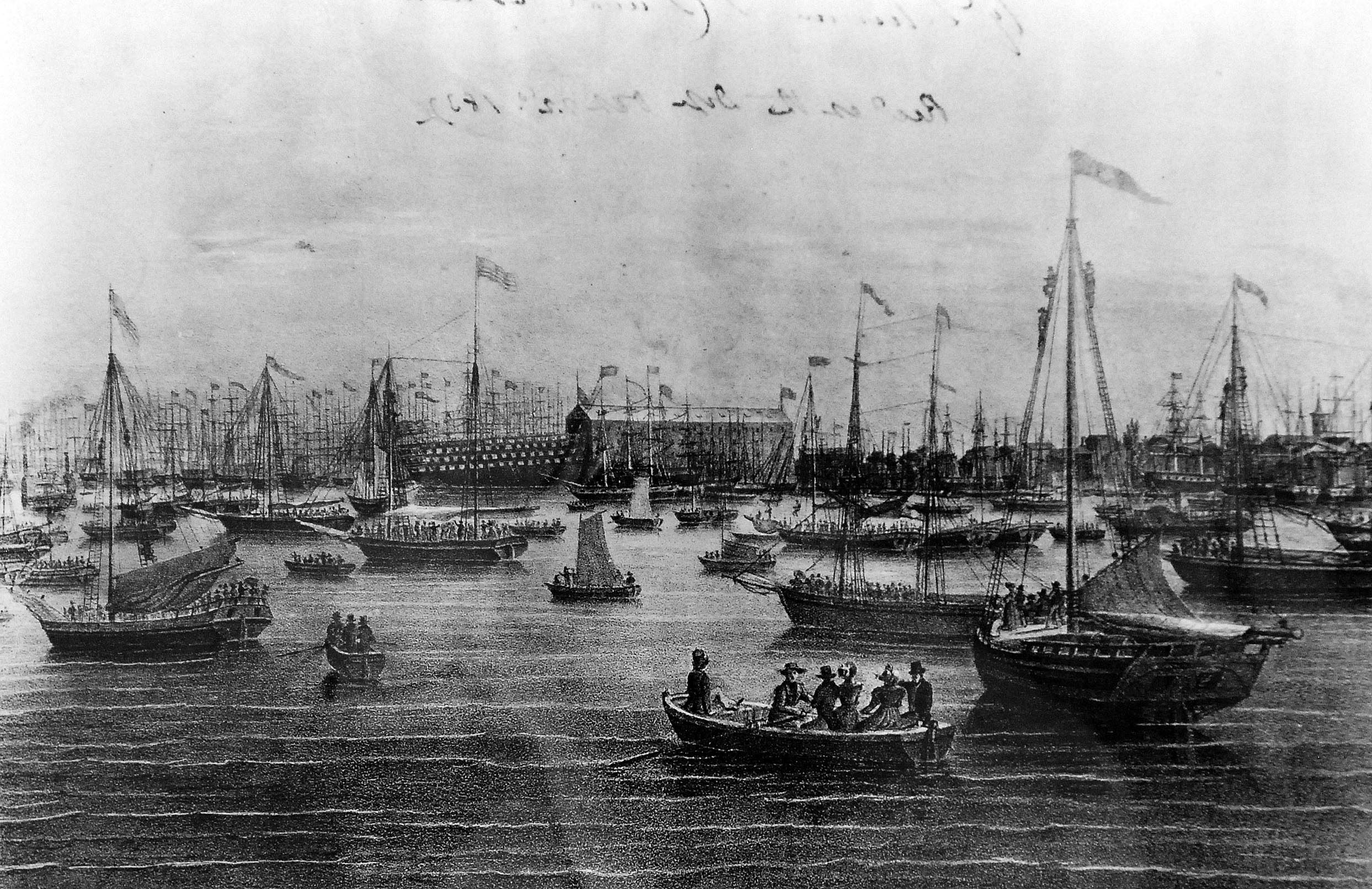
「ペンシルバニア」の進水式の模様を描いたリトグラフ

「ペンシルベニア」は1816年4月29日に議会に承認された「9隻の74門以上の戦列艦」の1隻である。設計はフィラデルフィア海軍造船所のサミュエル・ハンフリーズが行った。起工は1821年9月であったが、財政状況が建造が遅れたため進水したのは1837年7月18日だった。
「ペンシルベニア」は3層の砲列甲板に加えて、4層目の小規模だが艦首から艦尾まで続く砲列を備えており、砲門の総数は136門に達した。このため4層艦と言及されることもある。
「ペンシルベニア」が完成したのは、砲弾が固体式から信管式に移り変わろうとする時期だった。1846年刊の "Bureau of Ordnance Gun Register" によると、当時の「ペンシルバニア」の武装は、
- 軽甲板：9ポンド (4.1 kg) 砲×2門、真鍮製旋回装置1基
- 上甲板：8インチ (200 mm) 連装砲×4基、32ポンド (15 kg) 連装砲×32基
- 中甲板：8インチ単装砲×4門、32ポンド単装砲×20門
- 下甲板：8インチ単装砲×4門、32ポンド単装砲×28門

であった。
1837年11月29日、「ペンシルベニア」はチェスター沖に移動し、翌日に少数の乗組員が乗船した。12月3日、まず34門の砲が装備された。12月9日、デラウェア川を下りニューキャッスルに移されて残りの砲やその他の装備を取り付けられた。12月20日、ニューキャッスルを出港し、12月25日にゴスポート海軍工廠（現在のノーフォーク海軍基地）に到着し、ここで銅板による装甲処置を受けた。1838年1月2日、「ペンシルベニア」は乾ドックを出て水上待機となり、乗組員たちはフリゲート「コロンビア」(USS Columbia) へ異動となった。
1838年9月18日の数日前、「ペンシルベニア」はノーフォーク港内で座礁事故を起こし、以降は新兵収容艦としてノーフォーク基地で使用され、1842年にはハルク化された。1861年4月20日、船体が南軍の手に落ちて再利用されないよう喫水線より上が焼却され、水中の残骸も1860年代後半に引き上げられて解体された。